# Kluse (Wipperfürth)
Kluse ist eine Ortschaft in der Gemeinde Wipperfürth im Oberbergischen Kreis im Regierungsbezirk Köln in Nordrhein-Westfalen (Deutschland).

## Lage und Beschreibung
Der Ort liegt im Südwesten der Stadt Wipperfürth nahe der Bundesstraße 506, die im Mittelalter ein bedeutender Heerweg zwischen Köln und Soest war. Im Norden der Ortschaft fließt der Kluser Siefen, der über den Lingenbach in die Große Dhünn mündet. Nachbarorte sind Kaplansherweg, Ritzenhaufe, Klingsiepen und Holte.
Politisch wird Kluse durch den Direktkandidaten des Wahlbezirks 7.1 (071) südwestliches Stadtgebiet im Rat der Stadt Wipperfürth vertreten.

## Geschichte
Die Karte Topographia Ducatus Montani aus dem Jahre 1715 zeigt zwei Höfe und bezeichnet diese mit „Cluse“. Die Topographische Aufnahme der Rheinlande von 1825 verzeichnet auf umgrenztem Hofraum in „Cluse“ fünf getrennt voneinander liegende Grundrisse. Ab der Preußischen Uraufnahme von 1840 bis 1844 lautet die Schreibweise der Ortsbezeichnung Kluse.
Ein im Jahre 1882 errichtetes Wegekreuz aus Sandstein steht im Ortsbereich.
1951 wird die erste Kluser Kirmes in der „Bergischen Landeszeitung“ erwähnt.

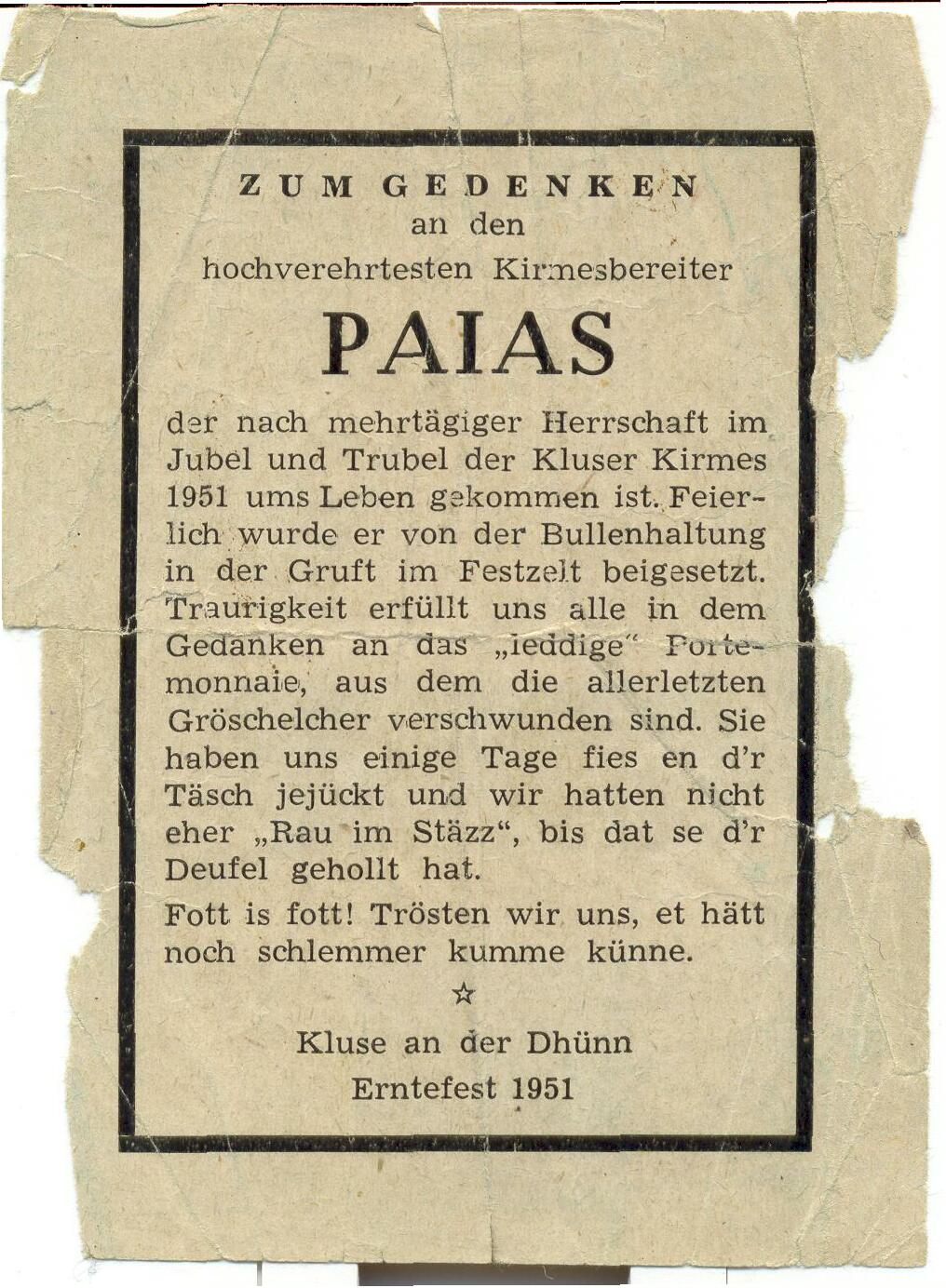
Abschluss der Kirmes 1951

## Busverbindungen
Über die im Ort befindliche Haltestelle der Linie 427 (VRS/OVAG) ist Kluse an den öffentlichen Personennahverkehr angebunden.